# Абатство Святого Медарда
Аба́тство Свято́го Меда́рда в Суассоні (фр. Abbaye Saint-Médard de Soissons) — бенедиктинський монастир, що нині не діє, заснований у VI столітті. Певний час вважався найбільшим у Франції[джерело?]. 

## Історія
Абатство заснував близько 557 року Хлотар I, король франків. За переказами, коли святий Медард, єпископ Нуайона і Турне, помер, король не дозволив поховати його в жодному з цих двох міст і власноруч відніс тіло святого до своєї столиці — Суассону . На місці його могили зведено монастир, але сам Хлотар помер до завершення будівництва. Він встиг, однак, розпорядитися, щоб його син, Сігіберт I, завершив розпочате, а також висловив бажання бути похованим поруч зі святим Медардом. Пізніше в монастирі поховають і самого Сігіберта.
Згодом абатство стало важливим політичним та духовним центром, зокрема й тому, що в ньому були могили двох королів. Саме тут 751 року буде помазано на царство Піпіна Короткого, засновника династії Каролінгів.
Від VII до X століття абатство мало щедре заступництво королів та імператорів. 804 року тут зупинявся папа римський Лев III. В абатстві нерідко бував Людовик Благочестивий. За нього роль абатства значно зросла, особливо після того, як 826 року сюди перенесено мощі Святого Севастіана, що викликало наплив паломників з усієї Європи.

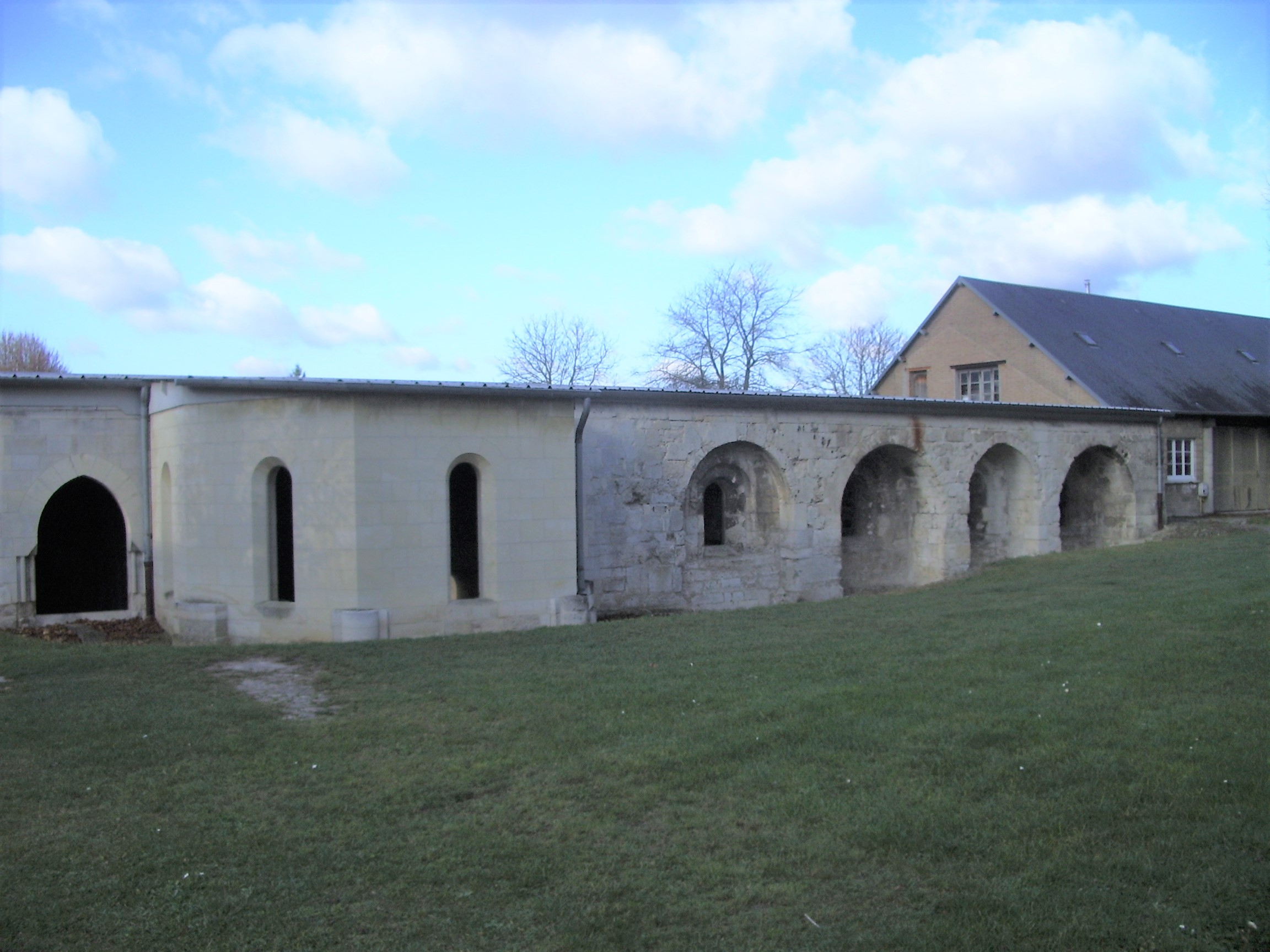
Збережена крипта

Проте абатству довелося пережити й низку лих. Близько 884 року його розграбували нормани; 886 року воно зазнало нападу вікінгів, а пізніше — угорців. Осередком королівської влади поступово ставав Париж, і Суассон, а разом з ним і абатство, відійшли на другий план.
Новий розквіт монастир переживає в XII столітті: він наново відбудовується, у ньому освячується новий храм. Будівництво продовжується і в XIII столітті.
Проте від XVII століття, з часів Столітньої війни, починається незворотний занепад монастиря. Його завершує Революція, після якої абатство залишилося в руїнах. Донині збереглися лише крипта, головні ворота та одна з веж стіни, що оточувала абатство. За легендою, саме в цій вежі був ув'язненим засуджений за свої твори Абеляр.